# Blå sjön, Georgien
Blå sjön är en sjö i Georgien. Den ligger i den nordvästra delen av landet, i Gagradistriktet i den autonoma republiken Abchazien. Blå sjön ligger 182 meter över havet.